# Tim Whelan
Tim Whelan (2 de novembre de 1893 - 12 d'agost de 1957) va ser un director de cinema, escriptor, productor i actor estatunidenc més recordat pels seus crèdits d'escriptor ales comèdies de Harold Lloyd i Harry Langdon s i la seva direcció de pel·lícules majoritàriament britàniques (per exemple, The Thief of Bagdad (1940).
Whelan va morir al a seva llar a Beverly Hills.

## Filmografia selecta
- Safety Last! (1923)
- Why Worry? (1923)
- Girl Shy (1924)
- Hot Water (1924)
- The Freshman (1925)
- Tramp, Tramp, Tramp (1926)
- The Strong Man (1926)
- Exit Smiling (1926)
- My Best Girl (1927)
- Adam's Apple (1928)
- When Knights Were Bold (1929)
- The Fall Guy (1930)
- The Crooked Circle (1932)
- Girl Crazy (1932)
- It's a Boy (1933)
- Aunt Sally (1933)
- The Camels are Coming (1934)
- The Murder Man (1935)
- The Perfect Gentleman (1935)
- Two's Company (1936)
- Farewell Again (1937)
- Action for Slander (1937)
- Smash and Grab (1937)
- The Mill on the Floss (1937)
- El divorci de Lady X (1938)
- Sidewalks of London (1938)
- Q Planes (1939)
- The Thief of Bagdad (1940)
- The Mad Doctor (1941)
- Una dona internacional (1941)
- Tres parelles (1942)
- Un permís de set dies (1942)
- Swing Fever (1943)
- En marxa (1944)
- Cada cop més alt (1944)
- This Was a Woman (1948)
- Rage at Dawn (1955)